# ماركوس براون (لاعب كرة قدم بريطاني)
ماركوس براون (بالإنجليزية: Marcus Browne)‏ (18 ديسمبر 1997 في المملكة المتحدة - ) هو لاعب كرة قدم بريطاني في مركز الوسط. لعب مع وست هام يونايتد وويغان أتلتيك.

## وصلات خارجية
- ماركوس براون على موقع قاعدة بيانات كرة القدم.إي يو (الإنجليزية)
- ماركوس براون على موقع Soccerbase.com (لاعب) (الإنجليزية)
- ماركوس براون على موقع AS.com (الإسبانية)